# (929) Algunde
Algunde és l'asteroide número 929. Va ser descobert per l'astrònom K. Reinmuth des de l'observatori de Heidelberg (Alemanya), el 10 de març de 1920. La seva designació provisional era 1920 GR.